# Малая Кетьмукса
Малая Кетьмукса — река в России, протекает по Беломорскому району Карелии.
Впадает в Сорокскую губу Онежского залива Белого моря.
Впадает в Белое море в 7 км юго-восточнее Беломорска, в ста метрах восточнее в море впадает Большая Кетьмукса. Длина реки составляет 18 км.
В километре от устья через реку перекинут автомобильный мост, в 5 км — железнодорожный на линии Беломорск — Обозерская.

## Данные водного реестра
По данным государственного водного реестра России относится к Баренцево-Беломорскому бассейновому округу, водохозяйственный участок реки — реки бассейна Онежской губы от южной границы бассейна реки Кемь до западной границы бассейна реки Унежма, без реки Нижний Выг. Речной бассейн реки — бассейны рек Кольского полуострова и Карелии, впадает в Белое море.
Код объекта в государственном водном реестре — 02020001412102000006900.

## Фотографии
|  |  |